# بروميد الأوميكليدينيوم
بروميد الأوميكليدينيوم (الاسم التجاري: Incruse Ellipta, غلاكسو سميث كلاين) وهو مضاد مسكاريني طويل المفعول مرخص الاستعمال في علاج داء الانسداد الرئوي المزمن (COPD). وهو مرخص لهذا الاستعمال مع فيلانتيرول (أي توليفة بروميد الأوميكليدينيوم/فيلانتيرول).

## روابط خارجية
- Incruse Ellipta (umeclidinium inhalation powder) الموقع الرسمي